# Lodewijk de Duitser
Lodewijk de Duitser (806 — Frankfurt am Main, 28 augustus 876), ook bekend als Lodewijk II of Lodewijk de Beier, was een kleinzoon van Karel de Grote en de derde zoon van de opvolgende Frankische keizer Lodewijk de Vrome en zijn eerste vrouw, Ermengarde van Haspengouw.
Kort na zijn dood kreeg hij de benaming 'Germanicus' als erkenning voor het feit dat het grootste gedeelte van zijn grondgebied in het voormalige Germanië lag.
Lodewijk II werd de hertog van Beieren in 817 omdat het de gewoonte was van keizer Karel de Grote om een lokaal koninkrijk te schenken aan een familielid die dan diende als een van zijn luitenants en de lokale gouverneur. Toen zijn vader, Lodewijk I (de Vrome genaamd), het rijk verdeelde met de Ordinatio Imperii in 817 kreeg hij Beieren als grondgebied toegewezen. Na het overlijden van zijn vader in 840 werd hij in 843 met het Verdrag van Verdun koning van Oost-Francië, een regio die het stroomgebied van de Elbe overspande van Jutland zuidoostelijk door het Thüringer Woud tot in hedendaags Beieren.

## Hertog onder zijn vader
Lodewijk bracht zijn vroege jeugd door aan het hof van Karel de Grote en zou zijn lieveling zijn geweest. Op 11-jarige leeftijd werd hij benoemd tot hertog van Beieren, waarbij de eigenlijke bestuursmacht tot 829 werd uitgeoefend door de hoveling Egilof. In 824 nam hij deel aan een veldtocht van zijn vader tegen Bretagne. Een jaar later werd hij ook zelf uitvoerend koning van Beieren. Hij voerde datzelfde jaar oorlog tegen de Wenden en de Sorben en sloeg in 827 een aanval van de Bulgaren op Pannonië af.
In 830 kwam hij samen met zijn broers in opstand tegen hun vader omdat die hun halfbroer Karel de Kale ook een deel in de verdeling van het rijk wilde geven, en veroverde Allemannië. Lodewijk de Vrome verklaarde hem onterfd maar dat had geen effect. In 833 kwam het tot een verdeling van het rijk tussen Lodewijk en zijn broers Lotharius I en Pepijn I van Aquitanië. Lodewijk kreeg daarbij Beieren, Allemannië, Thüringen en Saksen. In 836 had Lodewijk de Vrome de macht herwonnen en werd Lodewijk (de Duitser) weer koning van Beieren. In 839 wilde Lodewijk de Vrome weer de verdeling van het rijk aanpassen ten gunste van Karel de Kale, waarna Lodewijk (de Duitser) weer in opstand kwam en Allemannië binnenviel. Ditmaal reageerde zijn vader adequaat en Lodewijk was gedwongen om naar Pannonië te vluchten.

## Burgeroorlog en verdrag van Verdun
In 840 overleed Lodewijk de Vrome. Pepijn was al eerder overleden maar zijn aanspraken werden overgenomen door zijn zoon Pepijn II. Omdat er geen algemeen gedragen regeling voor de verdeling van het rijk was, ontstond een conflict tussen Lodewijk en Karel enerzijds en Lotharius en Pepijn anderzijds. Op 25 juni 841 troffen Lodewijk en Karel hun tegenstanders in de slag bij Fontenoy, waarbij beide partijen meer dan 150.000 manschappen in het veld brachten. In eerste instantie hadden Lotharius en Pepijn de overhand maar naarmate er gedurende de slag versterkingen voor Lodewijk en Karel kwamen, wisten zij toch de slag te winnen. 14 februari 842 hernieuwden Karel en Lodewijk hun verbond door de eed van Straatsburg. In juni van dat jaar troffen Lotharius, Karel en Lodewijk elkaar op een eiland in de Saône waar ieder daarbij 40 vertegenwoordigers voor de vredesonderhandelingen benoemde. Ook onderdrukte Lodewijk dat jaar een opstand in Saksen. 11 augustus 843 werd uiteindelijk het Verdrag van Verdun gesloten waarbij het rijk definitief werd verdeeld. Lodewijk werd koning van Oost-Francië: de hertogdommen Saksen, Franken, Thüringen, Allemannië (behalve de Elzas), Rhetië en alle oostelijke marken. Hij maakte Regensburg tot zijn hoofdstad. Lodewijk en Karel waren niet onderworpen aan hun broer Lotharius die de keizerstitel kreeg, Pepijn(II) bleef buiten de verdeling.

## Koning van Oost-Francië
In het begin van zijn regering als koning van Oost-Francië heeft Lodewijk nog geregeld met zijn broers overleg gevoerd: in 844 in Thionville en in 847 en 851 in Meerssen. Meer dan tien jaar zou er geen oorlog meer zijn tussen de Frankische koninkrijken.
In 845 plunderden de Denen Hamburg. Afgezanten van Lodewijk bereikten met de Denen een overeenkomst dat ze de christelijke gevangenen zouden vrijlaten en een schadeloosstelling zouden betalen. In de herfst werd in Paderborn een vrede met de Denen gesloten die tientallen jaren zou standhouden. In 846 ondernam Lodewijk een veldtocht tegen Moravië. Een veldtocht tegen Moravië in 855 liep slecht af en Lodewijk kon zich met moeite in veiligheid brengen. In 858 sloot Lodewijks zoon Karloman vrede met Moravië. In 865 accepteerde Moravië het Frankische oppergezag, hoewel de Franken dat jaar geen beslissende overwinning wisten te behalen. In 869 werd de vorst Ratislav van Moravië (die als christen door Lodewijk aan de macht is geholpen) gevangengenomen omdat hij zich niet hield aan de Duitse kerkpolitiek. Hij werd wegens verraad ter dood veroordeeld maar Lodewijk zette de straf om in het uitsteken van de ogen.
In 851 ging Lodewijk akkoord dat het hertogdom Benevento in 2 delen werd gesplitst: in het noorden de rompstaat Benevento (binnen Oost-Francië) en in het zuiden het onafhankelijk vorstendom Salerno. In 871 werd Lodewijk benoemd tot erfgenaam van keizer Lodewijk van Italië.
In 852 stichtte Lodewijk het Salvator stift in Frankfurt. Hij steunde vertalingen van het evangelie in de volkstaal. Lodewijk is begraven in de abdij van Lorsch.

### Confrontaties met Karel de Kale
De (naderende) dood van Lotharius (855) en de verdeling van zijn rijk tussen zijn drie zonen, liet Lodewijk en Karel de Kale over als de twee machtigste Frankische koningen. Een aantal conflicten was hiervan het gevolg.
- 854 op uitnodiging van Aquitaanse edelen stuurde hij zijn zoon Lodewijk III de Jonge met een leger, om koning te worden in Aquitanië. Lodewijk bereikt zonder tegenstand Limoges. Karel de Kale liet als tegenzet Pepijn II van Aquitanië vrij uit zijn gevangenschap. Pepijn wist een grote aanhang te mobiliseren in Aquitanië en Lodewijk moet zich terugtrekken.
- 858 in augustus invasie van West-Francië, op uitnodiging van Robert IV de Sterke, Pepijn II van Aquitanië en Karel van Provence. Karel de Kale werd op 12 november in de Slag bij Brienne verslagen en vluchtte naar Bourgondië. In 859 werd het leger van Lodewijk echter verslagen bij Laon en 7 juni 860 sloten Lodewijk en Karel het verdrag van Koblenz, waarbij Lodewijk de regering van Karel erkende.
- 868 Lodewijk en Karel sloten een verdrag over de verdeling van Lotharingen omdat het erop leek dat koning Lotharius II zonder wettige erfgenamen zou overlijden.
- 869 na het overlijden van Lotharius II annexeerde Karel de Kale geheel Lotharingen omdat Lodewijk ziek was en zijn leger in Moravië was gebonden. Onder dreiging van oorlog stemt Karel in met besprekingen te Meerssen.
- 870 onderweg naar Meerssen had Lodewijk een ongeluk, maar hij zette met gebroken ribben de reis voort. Op 22 januari wordt het Verdrag van Meerssen gesloten waarbij alsnog een verdeling van Lotharingen wordt geregeld. De grens loopt van langs de Maas, Ourthe, Our, Sûre en Moezel in Lotharingen. Karel kreeg ook de graafschappen Besançon, Lyon en Vienne.
- 875 inval in West-Francië als represaille omdat Karel de Kale door politiek opportunisme de positie van koning van Italië en keizer heeft verworven. Lodewijk vierde Kerst in Karels palts in Attigny maar moest zich in 876 terugtrekken.

### Lodewijk en zijn zoons
In 861 kwam Karloman in opstand tegen zijn vader en in 863 deed hij het nogmaals, nu met steun van zijn broers Lodewijk en Karel. In 864 benoemde Lodewijk Karloman tot koning van Beieren. Vermoedelijk om een gezamenlijke vijand te hebben volgde een nieuwe veldtocht tegen Moravië. In 865 maakte Lodewijk een verdeling van zijn rijk waarbij Lodewijk Saksen, Franken en Thüringen kreeg en Karel Allemannië.
In 874 liet Lodewijk zijn zoon Karloman tot erfgenaam van Lodewijk II van Italië benoemen in afzonderlijke ontmoetingen in Trente met keizerin Engelberga en later met Lodewijk zelf nabij Verona.

## Familie
Lodewijk huwde in 827 te Regensburg met Emma, of Hemma, (808 - 31 januari 876). Zij was een dochter van graaf Welf I en tevens de zus van keizerin Judith, de tweede vrouw van zijn vader.
Lodewijk en Emma hadden de volgende kinderen:
- Hildegard (828 - 23 december 856), abdis van Schwarzach-am-Main en vanaf 853 van St Felix en Regula, Zürich.
- Karloman
- Irmengard (ovl. Frauenwörth 16 juli 866) abdis van Buchau am Federsee, vanaf 28 april 857 abdis van Chiemsee (Frauenwörth).
- Gisela, de moeder van Cunigonde van Zwaben, de tweede vrouw van de Duitse koning Koenraad I van Franken.
- Lodewijk de Jonge
- Bertha (ovl. 26 maart 877), abdis van Schwarzach-am-Main vanaf 853 en vanaf 856 van St Felix en Regula, Zürich
- Karel de Dikke

## Voorouders
| Voorouders van Lodewijk de Duitser | Voorouders van Lodewijk de Duitser                                | Voorouders van Lodewijk de Duitser                                | Voorouders van Lodewijk de Duitser                                | Voorouders van Lodewijk de Duitser                                | Voorouders van Lodewijk de Duitser                                | Voorouders van Lodewijk de Duitser                                | Voorouders van Lodewijk de Duitser                                | Voorouders van Lodewijk de Duitser                                |
| ---------------------------------- | ----------------------------------------------------------------- | ----------------------------------------------------------------- | ----------------------------------------------------------------- | ----------------------------------------------------------------- | ----------------------------------------------------------------- | ----------------------------------------------------------------- | ----------------------------------------------------------------- | ----------------------------------------------------------------- |
| Overgrootouders                    | Pepijn de Korte (714-768) ∞ Bertrada van Laon (725-783)           | Pepijn de Korte (714-768) ∞ Bertrada van Laon (725-783)           | Gerold van Vintzgouw (740-799) ∞ Imma (-)                         | Gerold van Vintzgouw (740-799) ∞ Imma (-)                         | ? (–) ∞ ? (-)                                                     | ? (–) ∞ ? (-)                                                     | ? (–) ∞ ? (-)                                                     | ? (–) ∞ ? (-)                                                     |
| Grootouders                        | Karel de Grote (747-814) ∞ Hildegard (758-783)                    | Karel de Grote (747-814) ∞ Hildegard (758-783)                    | Karel de Grote (747-814) ∞ Hildegard (758-783)                    | Karel de Grote (747-814) ∞ Hildegard (758-783)                    | Ingram van de Haspengouw (744-) ∞ Rotrud (-)                      | Ingram van de Haspengouw (744-) ∞ Rotrud (-)                      | Ingram van de Haspengouw (744-) ∞ Rotrud (-)                      | Ingram van de Haspengouw (744-) ∞ Rotrud (-)                      |
| Ouders                             | Lodewijk de Vrome (778-840) ∞ Ermengarde van Haspengouw (778-818) | Lodewijk de Vrome (778-840) ∞ Ermengarde van Haspengouw (778-818) | Lodewijk de Vrome (778-840) ∞ Ermengarde van Haspengouw (778-818) | Lodewijk de Vrome (778-840) ∞ Ermengarde van Haspengouw (778-818) | Lodewijk de Vrome (778-840) ∞ Ermengarde van Haspengouw (778-818) | Lodewijk de Vrome (778-840) ∞ Ermengarde van Haspengouw (778-818) | Lodewijk de Vrome (778-840) ∞ Ermengarde van Haspengouw (778-818) | Lodewijk de Vrome (778-840) ∞ Ermengarde van Haspengouw (778-818) |
| Lodewijk de Duitser (806-876)      |                                                                   |                                                                   |                                                                   |                                                                   |                                                                   |                                                                   |                                                                   |                                                                   |